# Dionisio Pantelić
Dionisio Pantelić, en serbio: Дионисије Пантелић, Dionisije Pantelić; (Riđevštica, Trstenik, entonces Reino de Yugoslavia hoy Serbia, 16 de octubre de 1932 - Monasterio de Lipovac, 3 de junio de 2023) fue el archimandrita, higúmeno de Monasterio de Lipovac de la Iglesia Ortodoxa Serbia, desde el 18 de junio de 1974 hasta el año 2005.

## Biografía
Dionisio Pantelić nació el 16 de octubre de 1932 año en Riđevštica, cerca de Trstenik. En 1946 ingresó en el monasterio de San Demetrio de Divljane cuando tenía menos de catorce años. Fue monje novicio en el mismo monasterio cerca de Bela Palanka el 16 de octubre de 1949. Fue ordenado hierodiácono en la Asunción de la Santísima Virgen María en 1950, y el 5 de noviembre de 1950 fue ordenado hieromonje en Niš. Al año siguiente fue trasladado al monasterio de Naupare cerca de Kruševac como sirviente de la parroquia de Lomnica y sacerdote en Naupare, donde pasó un corto tiempo.
Permaneció en el Monasterio de Divljane hasta su servicio militar, en 1954, y poco tiempo después fue trasladado al monasterio de Visočka Ržana cerca de Pirot, donde permaneció dieciséis años (1958-1974). El padre Dionisio llegó al Monasterio de Lipovac cerca de Aleksinac con la bendición del obispo de Niš, G. Jovan Ilić en 1974, por propia petición para estar cerca de su tierra natal. Fue abad del Monasterio de Lipovac (1974-2005), siendo sustituido por la abadesa Melanija Pantelić.
Durante su permanencia en Monasterio de Lipovac (1974-2005): se erigió una fuente frente al monasterio (1978), y un gran muro de piedra alrededor del monasterio (1982). Comenzó la construcción de un nuevo edificio (1996), que fue completamente terminado y consagrado (2002). El archimandrita Dionisio Pantelić fuw clérigo del monasterio desde el año 2005.